# Кондуктивна кератопластика
Кондуктивна кератопластика  минимално је инвазивна, ефикасна, предвидљива и безбедна  амбулантна метода за корекцију ниске до умерене хиперметропије, хиперметропног астигматизма и лечење презбиопије. Служи као алтернатива ласерској рефрактивној хирургији јер је без интраоперативних или постоперативних компликација.
За кондуктивну кератопластику највише одговарају особе старије од 40 година, здравих очију, стабилног вид најмање шест месеци и особе са хиперметропијом у распону од +0,75 до +3,00 диоптрије.

## Историја
Ову методу  су први употребили Мендез и сарадници 1993. године.

## Опште информације
У последњој деценији, фоторефрактивна кератектомија и ласерска ин ситу кератомилеуза су биле најпопуларније рефрактивне хируршке процедуре за корекцију миопије, хиперопије и астигматизма. Иако релативно безбедне, компликације повезане са рожњачом често доводе до нежељене оштрине вида.  Да би се кориговала ова аномалија уведена је кондуктивна кератопластика као савремена процедура у којој се делови рожњаче загревају како би се изазвало скупљање колагена и променио облик рожњаче да би се исправила блага до умерена хиперопија.
Од одобрења америчке Управе за храну и лекове 2002. године, кератопластика је постала обећавајућа техника за корекцију ниске до умерене хиперметропије  (+0,75 до +3,25 Д) и астигматизма.
Више студија је показало да кондуктивна кератопластика нуди једнаку или супериорну ефикасност, предвидљивост, стабилност и сигурност од тренутно највише коришћених рефрактивних процедура за корекцију хиперметропије или хиперметропног астигматизма. 
Поред тога, кондуктивна кератопластика се показала успешном и у лечењу презбиопије.

## Метода
Кондуктивна кератопластика је неласерска процедура без резања која испоручује радио-фреквенцијску енергију у строму рожњаче на кружни начин како би се рожњача згуснула. Изводи се амбулантно у локалној анестезији (капима). 
Струја радио фреквенције (350 кХз) директно се усмерава у строму рожњаче кроз врх за кератопластику уметнут у периферну рожњачу на 8 до 32 тачке третмана, чиме се затвара пун круг кератопластичних тачака и производи ефекат повећања закривљеност централне рожњаче и смањује хиперметропија.
Након процедуре, препоручује се да пацијент:
- избегава  да му вода уђе у очи прве недеље након процедуре,
- држи очи затворене док се купа или тушира,
- избегава да  зној уђе у очи прве недеље од операције,
- избегавац трљање очију до две недеље,
- избегава шминкање очију недељу дана након операције.

## Ризици и недостаци
Као и код свих процедура за корекцију вида, и код ове методе постоје ризици и недостаци:
- неповратне резултате,
- нису сви пацијенти добри кандидати,
- вид може флуктуирати неколико недеља након процедуре, ограничавајући пацијентове активности,
- након процедуре пацијенти могу имати: замагљен вид до 24 сата, осећај страног тела у оку, благау нелагодност,

- резултати могу бити само привремени; можда ће бити потребно процедуру поновити.

Због напред наведених недостатак ове методе многи очни лекари су почели да показују уздржаност према извођењу ове операције, а неки то више не желе да раде.